# Guillermo Ragazzone
Guillermo Ragazzone Lorenzana (San Salvador, 5 gennaio 1956) è un ex calciatore salvadoregno, di ruolo attaccante.